# Hyalurga partita
Hyalurga partita là một loài bướm đêm thuộc phân họ Arctiinae, họ Erebidae.